# Бароне Канавезе
Баро̀не Канавѐзе (на италиански: Barone Canavese; на пиемонтски: Baron, Барон) е село и община в Метрополен град Торино, регион Пиемонт, Северна Италия. Разположено е на 325 m надморска височина. Към 1 януари 2023 г. населението на общината е 553 души, от които 28 са чужди граждани.

## География, административно деление и население
Малък селскостопански център, разположен на мореновите хълмове пред Мореновия амфитеатър на Ивреа, точно на север от Калузо. Територията има вълнообразен геометричен профил, с не много изразени височинни колебания, вариращи от минимум 275 до максимум 415 метра надморска височина. Селото, засегнато от разширяването на сградите, се намира на хълм, в красива панорамна позиция, доминирана от по-голямата част от замъка.
Предлага възможност за излети в околносттаː интересен е близкият Природен парк на езерото Кандия, характеризиращ се с богата флора и орнитофауна.
Граничи със следните 5 общиниː Кандия Канавезе, Орио Канавезе, Калузо, Мерченаско и Сан Джорджо Канавезе. Отстои на 32 km от Торино и на 103 km от Милано.
Към 1 януари 2023 г. населението на общината е 553 души, от които 28 чужди граждани, сред които преобладават тези на Румъния (22 души). Български граждани липсват.

## Топоним
Името му е засвидетелствано от 1100 до 1387 г. с формите "Barronum" и "Baronum", чиято етимология се намира в предлатинската дума "Barros", „храст“. Следователно сегашният топоним е паретимологична реконструкция, свързана с личното име Barone.

## История
Някои историци и хронисти споменават селището „Бароне“ около 1000 г., но различните наименования на селски райони с несъмнен варварски произход водят до хипотезите, че първите жители на мястото са с лангобардски произход или от смесен латинско-германски произход. Бароне вече съществува в началото на XI век, а със сигурност каструм съществува през XIII век.
Господарите на Бароне, както всички графове на Канавезе, са потомци на Виберт, граф на Помбия и брат на Ардуин от Ивреа, който яростно се противопоставя на Отонианците в Германия. Те принадлежат към Валперга – един от големите клонове, на които с разделени Ардуините. Сред господарите, които окупират замъка на Бароне, заслужава да се споменат братята Гулиелмо и Джакомо, племенникът Оберто и правнукът епископ Джовани II, които също са господари на Виске. Най-известният господар на Бароне със сигурност е членът на сем. Валперга Джовани II – гражданин и епископ на Ивреа повече от 20 години.
По време на набезите от 1339 г. на Висконти от Милано повечето от замъците в района на Канавезе са изравнени със земята, включително замъкът на Бароне, който претърпява катастрофални щети. Настоящият замък датира от XVIII век, както и енорийската църква, и двата в бароков стил.
В началото на XVIII век Джузепе Бенедето Валперга ди Калузо купува Бароне и през 1723 г. получава графската титла. Той насърчава изграждането на новия замък, вероятно е започнало в онези години, тъй като през 1724 г. граф Калоджеро Валперга ди Калузо декларира, че притежава мястото и юрисдикцията на Бароне със замъка. Валперга ди Калузо остават графове на Бароне до средата на XIX век, когато със смъртта на последния член на семейството властта поемат Палма ди Чезнола, които продават замъка в началото на XX век.
През септември 1944 г. замъкът е окупиран от партизани, слезли от гората; на 1 октомври германците нападат Бароне и атакуват замъка, като го опожаряват отчасти и го разграбват напълно.

## Икономика
Говори се, че през XVIII век почти цялото население е ангажирано в селското стопанство, по-специално са произведени пшеница, ръж и мелига, както и има малка площ с ориз. Част от територията тогава е запазена за отглеждане на лозя.
Общината разполага с достатъчно земеделска продукция, сред която се откроява виното от гроздето Ербалуче ди Калузо. В началото на 90-те години на XX век се раждат някои индустрии в сектора на електрониката и други за дървообработка и дистрибуция на хранителни продукти.

## Забележителности

### Военна архитектура

#### Замък
Замъкът на Бароне е една от най-важните барокови архитектури в района на Канавезе. Намира се на хълм над селото. Проектът е на арх. Костанцо Микела, също автор на добре известната църква „Света Марта“ в Алие, на част от Херцогския замъка в Алие и на енорийската църква на Бароне, както и известен майстор на пиемонтското бароково изкуство. Той изпълнява проекта през 1772 – 1774 г., след като напуска сътрудничеството с Филипо Ювара по сградата на Ловен павилион „Ступиниджи“. 
Замъкът със сигурност е най-важното му произведение. Изглежда, че по икономически причини е развит само частично във все още съществуващата част. Изграден е върху основите на средновековна сграда. Проектът, осъществен от името на семейство Валперга, включва голяма сграда, съставена от два противоположни лоба, свързани с голяма централна зала с височина 13 метра. Замъкът е на три етажа, два свързани с монументално стълбище, конзолно окачено от стената, с изключителна изработка. Централният етаж има голяма кръгла зала, от която се разклоняват три квадратни стаи; един от тях запазва непокътната красива фреска от XVIII век с характерни восъчни декорации.
Местна традиция разказва, че тухлите за замъка и енорийската църква са били подготвени и изпечени в района на Ритана, в източния край на града по пътя за Кандия, и са донесени на мястото „на ръка“, т.е. селяните, които си предават материала един към друг от пещта до строителната площадка.
Работата е подновена от инж. Паоло Дероси през 50-те години на XX век и замъкът все още е собственост на сем. Дероси. 

### Религиозна архитектура

#### Енорийска църква „Успение Богородично“
Енорийската църква (Chiesa parrochhiale di Santa Maria Assunta) е построена между 1729 и 1743 г. в бароков стил по проект на арх. Костанцо Микела. Структурата е променена от последващи реставрации: има ценна теракотена фасада, докато вътре има богата балюстрада. Някои части показват теракотени структури, сводести лоджии и други архитектурни елементи от древни времена.
Недалеч от църквата има каменна маса с дупка: pear d'l beucc (камъкът на дупката), вероятно от праисторически произход, който допреди няколко години eмясто за срещи на възрастни хора.

#### Църква „Свети Рох“
В църквата (Chiesa di San Rocco) се чества основно празникът на Свети Рох на 16 август.

## Култура и образование
- Туристическа асоциация „Про Локо“
- Една държавна детска градина
- Началните училища (от 1-ви до 5-и клас вкл.) са в Кандия Канавезе, Орио Канавезе и Калузо, средните училища от първа степен (от 6-и до 8-и клас вкл.) са в Калузо, Сан Джусто Канавезе и Сан Джоджо Канавезе, а гимназиите и техникумите са в Калузо.

## Спорт
- Спортно игрище
- Тенис корт
- Игрище за петанк

## Събития
- Патронен празник на Успение Богородично – 15 август